# Iberismo

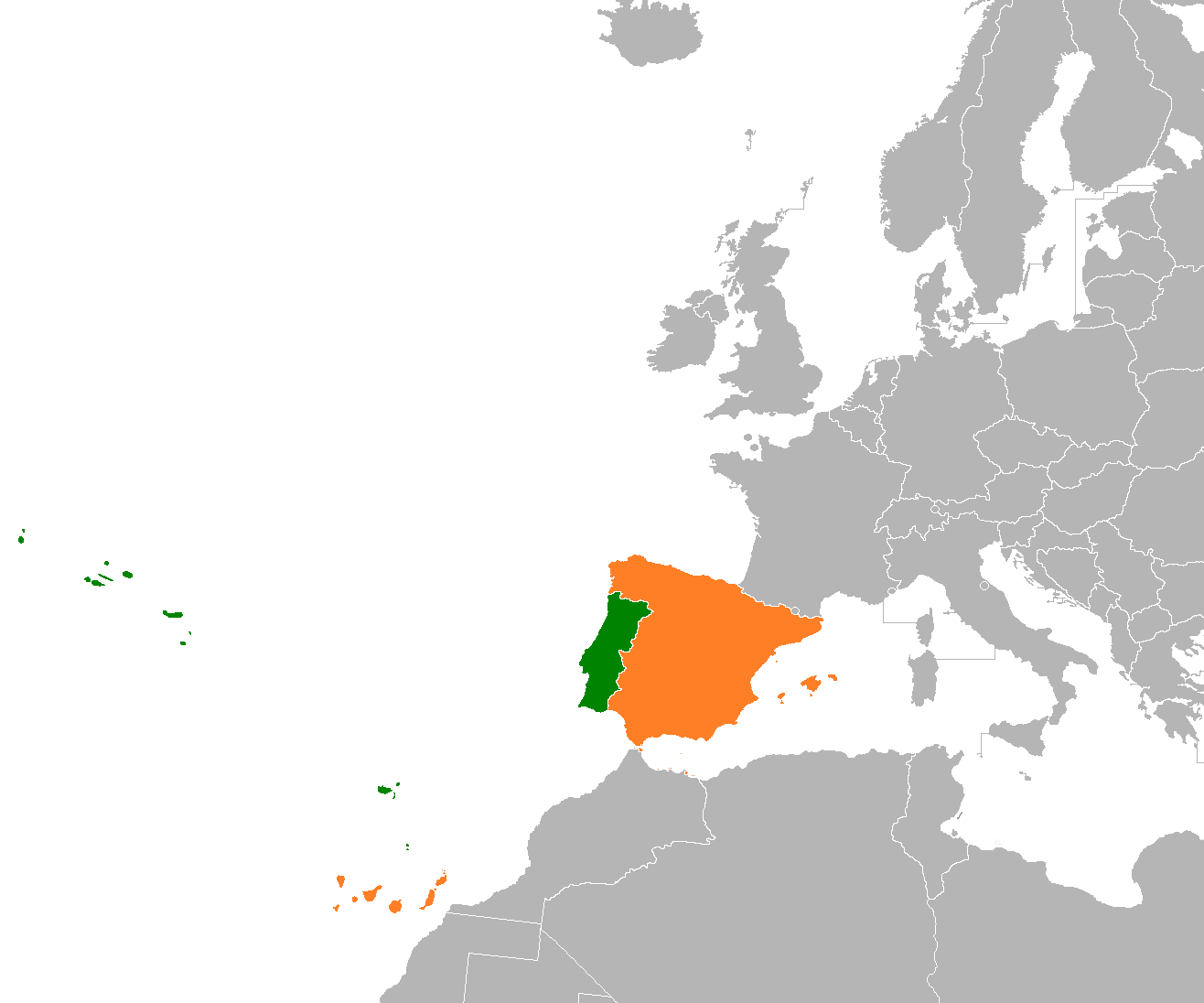
Posizione di Portogallo e Spagna in Europa.

L'Iberismo, federalismo iberico o pan-iberismo (in spagnolo, basco, portoghese e galiziano iberismo, in catalano iberisme) è un'ideologia politica sviluppata all'inizio del XIX secolo che supporta l'unione politica di Andorra, Spagna e Portogallo e la creazione di un'unica nazione della penisola iberica. Originariamente, tale pensiero è stato promosso soprattutto dai movimenti socialisti, federalisti, nazionalsindacalisti e repubblicani di Spagna e Portogallo.

## Antefatti

### Aspetti geografici e culturali

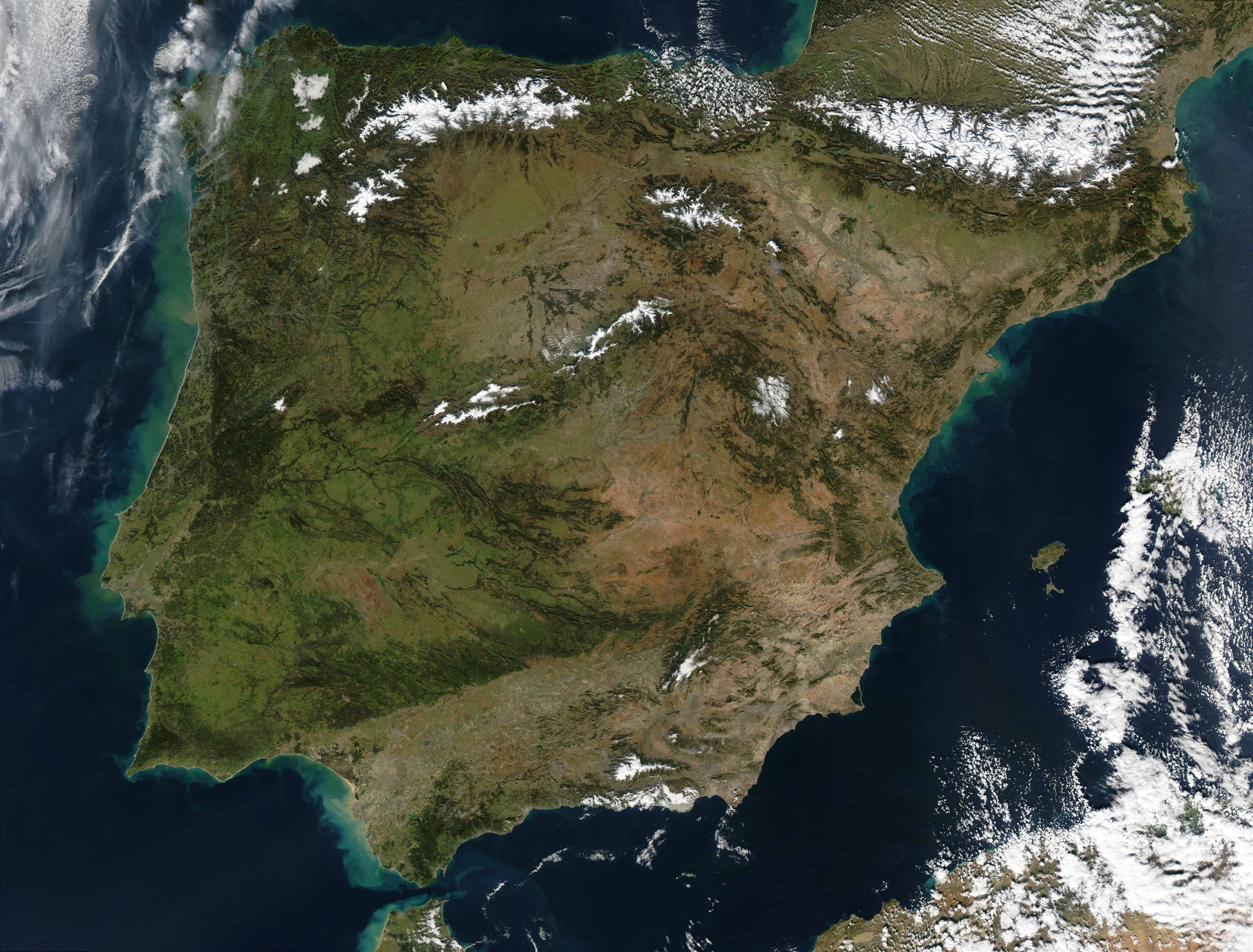
La penisola iberica vista dallo spazio nel gennaio 2003

Il Portogallo e la Spagna occupano la quasi totalità del territorio della Penisola iberica e condividono quindi un'unità geografica che si manifesta nella larga frontiera comune (1.214 km) e nell'incrociarsi di importanti fiumi (Duero, Miño, Tago, Guadiana). Condividono inoltre il proprio flusso storico, a volte comune, a volte parallelo. Dalla dominazione romana, visigota, araba, fino alla formazione dei regni cristiani medievali, all'epoca delle grandi scoperte, al XIX secolo e all'ingresso di entrambi i Paesi nell'Unione europea.
Eccetto il basco, tutte le lingue parlate nella penisola discendono dal latino, fanno parte del gruppo ibero-romanzo, si sono formate allo stato moderno nell'epoca della Reconquista e sono state influenzate dalle lingue indigene; per esempio la parola izquierda ("sinistra"), derivata dal basco, si è diffusa in tutti gli altri idiomi iberici.

Il portoghese divenne una lingua indipendente dal medievale galiziano-portoghese quando la Contea di Portogallo si separò dal Regno di Galizia diventando Regno del Portogallo. D'altra parte la lingua galiziana fu sempre più influenzata dalla lingua castigliana fino alla sua incorporazione sotto la Corona castigliana come un reame dipendente dal Regno di León.

### Aspetti storici
Le identità moderne di Spagna e Portogallo risalgono all'esperienza della Reconquista. Nel 1512 Ferdinando II d'Aragona conquistò il Regno di Navarra, ponendo quasi tutta la Penisola iberica sotto un'unica autorità sovrana. Tuttavia il Portogallo rimase un regno indipendente, in competizione coloniale con quella che da quest'epoca si inizia a chiamare "Spagna" (ovvero l'unione delle corone di Aragona e Castiglia, mentre fino a quel periodo il termine "Spagna" era stato usato come sinonimo di "Iberia") e per evitare conflitti il Trattato di Tordesillas divise gli emisferi d'influenza castigliano-aragonese e portoghese.
A seguito della scomparsa di Sebastiano I del Portogallo nella battaglia di Alcácer Quibir, Filippo II di Spagna mobilitò le truppe castigliane per far valere i propri diritti dinastici sul pretendente rivale. Il poeta nazionale del Portogallo Luís de Camões, oppositore a Filippo II, ne scrisse tuttavia alcuni sonetti in castigliano (il bilinguismo era allora comune).
Nel 1581 Filippo d'Asburgo divenne re del Portogallo col nome di Filippo I, unendo quella corona con l'impero più esteso della storia fino a quel momento. Gli Asburgo di Spagna stabilirono che l'unione delle varie corone della Penisola sarebbe stata chiamata Unione Iberica. Nel 1640 il duca di Braganza, sostenuto dal cardinale Richelieu ministro di Francia, guidò una ribellione anti-asburgica che lo portò a staccare nuovamente il regno dalla Corona castigliana e a proclamarsi Giovanni IV del Portogallo; la città nordafricana di Ceuta decise di rimanere sotto la monarchia spagnola.
Gli spagnoli e i portoghesi mantennero uno stato di pace de facto fra il 1641 e il 1657. Quando Giovanni di Braganza morì, gli spagnoli tentarono di lottare per il Portogallo contro suo figlio Alfonso IV del Portogallo, ma furono sconfitti nelle battaglie di Ameixial (1663) e di Montes Claros (1665); quindi la Spagna dovette riconoscere l'indipendenza portoghese nel 1668 con il Trattato di Lisbona.
Nel 1801 la città portoghese di Olivença fu occupata dalla Spagna durante la guerra delle arance e passò sotto la sua sovranità con il nome di Olivenza; è rivendicata da allora come territorio portoghese insieme a Táliga, abitato che allora faceva parte di Olivenza e divenne comune autonomo solo nel 1850.

## Storia

### XIX secolo
Prima del 1800 vi furono alcune posizioni isolate volte a creare un'unione tra Spagna e Portogallo; fra di esse, risalta quella dell'abate José Marchena, il quale, alla fine del 1792, in una nota rivolta a Charles-François Lebrun e finalizzata ad estendere la rivoluzione francese alla Spagna, prospettava la creazione di una Repubblica federale iberica. Ma le condizioni per la nascita dell'ideologia iberista si produssero durante la guerra d'indipendenza spagnola, durante la quale spagnoli e portoghesi si allearono per respingere i francesi.

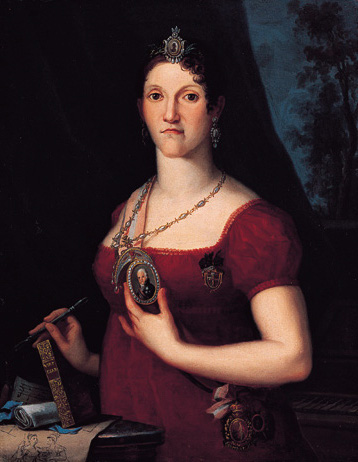
La regina Carlotta Gioacchina Teresa Borbone

Nelle Cortes di Cadice, riunitesi nel 1812, ultimo anno della guerra d'indipendenza, i sostenitori dell'unione proposero di concedere la reggenza spagnola a Carlotta Gioacchina di Borbone, figlia di Carlo IV e sposa del principe reggente portoghese Giovanni VI. Se fosse stato realizzato questo progetto, la reggenza dei due Stati sarebbe stata riposta nelle mani di entrambi i coniugi. Questa proposta si basava su interessi dinastici tradizionali e non su ideali nazionalisti, quindi non poté avere grande influenza, ma l'idea di un'unione iberica creata a partire da un'unione dinastica ebbe a quell'epoca un certo appoggio.
Al ritorno dell'assolutismo del re Ferdinando VII, i liberali spagnoli, rifugiatisi a Londra, cercarono appoggio fra i compagni di esilio portoghesi, reclamando la loro solidarietà e cooperazione. Nella stampa dell'epoca, nel giornale El Constitucional Español, apparirono diversi articoli centrati sull'unità naturale dell'Iberia. Anche a Londra, O Campeão Português pubblicò vari articoli a favore dell'unione iberica.
Dopo il trionfo della Rivoluzione liberale, in Spagna nel gennaio 1820 e in Portogallo nel settembre dello stesso anno, e durante l'instaurazione del triennio liberale (1820-1823), si ebbero sempre meno proclami per il raggiungimento dell'unione, al punto che tanto i liberali portoghesi quanto quelli spagnoli si preoccuparono solo di realizzare il sistema liberale nel proprio paese dimenticando ciò che succedeva oltre la rispettiva frontiera. Al contrario invece alcune organizzazioni segrete liberali della penisola tentarono di propagandare l'iberismo per stabilire sette repubbliche federali, delle quali cinque in Spagna e due in Portogallo: la Lusitania Ulteriore e quella Citeriore.
In seguito alla Spedizione di Spagna, il cui obiettivo era stato ristabilire l'assolutismo monarchico di Ferdinando VII, nacque un movimento il cui scopo era l'integrazione politica dei paesi iberici. I liberali, non riponendo nessuna fiducia nel re, depositarono le loro speranze nel progetto di una monarchia costituzionale e liberale di tutta l'Iberia, guidata da Pietro I, imperatore del Brasile e figlio primogenito di Giovanni VI del Portogallo.

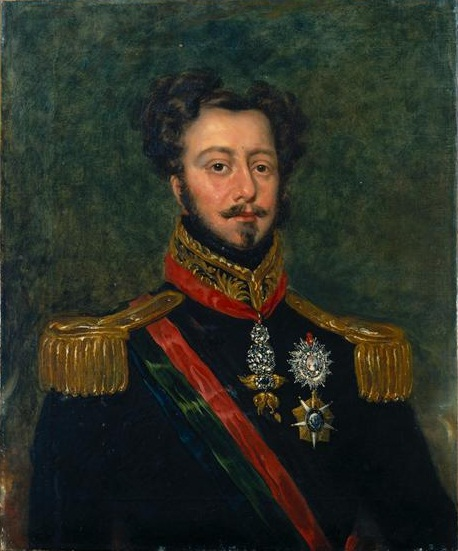
Pietro I, Imperatore del Brasile, nonché Pietro IV di Portogallo

Nell'agosto del 1826 i liberali esiliati a Gibilterra inviarono una lettera a Pietro I in cui esprimevano i loro desideri: cioè che un giorno egli avesse cinto "le tre Corone" (Spagna, Portogallo e Brasile) e l'Iberia fosse stata unificata sotto la dinastia dei Braganza, scacciando via i Borbone.
Settori liberali sia spagnoli che portoghesi e personalità come Juan Álvarez Mendizábal o Mouzinho da Silveira proposero l'unione dei due paesi mediante la nomina di Pietro IV a reggente di Spagna, e addirittura il matrimonio tra il figlio di quest'ultimo, Pietro V, e Isabella II. Il problema era che il principe ereditario Pietro V era pressoché un bebè, essendo nato nel 1837, ed aveva sette anni meno di Isabella II, anch'essa una bambina. Andrés Borrego propose il fidanzamento e il rinvio del matrimolio, ma il matrimionio di Isabella II con Francesco de Asís di Borbone nel 1846 diede fine alle speculazioni.
In opposizione all'unione monarchico-dinastica, sorse un movimento alternativo, federalista e repubblicano. Influenzati dalla rivoluzione del 1848 francese, quaranta tra spagnoli e portoghesi fondarono a Parigi il Club Ibérico e fecero una manifestazione di fronte al municipio nella quale esposero una bandiera con simboli iberici e acclamarono la loro alleanza.
Verso la metà del XIX secolo, l'iberismo in Spagna si divise in due correnti ben differenziate a causa dei conflitti socio-economici, via via più intensi, provocati dalla crescente industrializzazione. La prima, appoggiata dai liberali progressisti, voleva un'unione monarchica liberale e costituzionale, con un sistema economico capitalista. Fu sostenuta principalmente dagli elementi più significativi della media borghesia e delle professioni liberali. L'altra invece sosteneva una regime federale repubblicano con un ampio consenso democratico e vedeva la monarchia come fondamento del latifondismo e del regime oligarchico borghese; questa posizione fu accettata da settori urbani della popolazione e in parte da piccoli borghesi ed artigiani.
Fra le opere iberiste pubblicate all'epoca spicca La Iberia, del diplomatico catalano Sinibaldo de Mas. Stampata per la prima volta a Lisbona nel 1851, venne ripubblicata varie volte nella stessa città e a Madrid; tentava di dimostrare "i vantaggi politici, economici e sociali dell'unione delle due monarchie peninsulari in una sola nazione". Si può considerare come manifestazione degli interessi economici della borghesia peninsulare, che, a causa della concorrenza con la Francia e l'Inghilterra, voleva ampliare il suo mercato. Lo stemma della nuova nazione era formato dall'unione di quelli di Spagna e Portogallo, e la bandiera da quattro colori: bianco, blu, rosso e giallo.
Nel tardo Sessennio il movimento raggiunse il suo apogeo. Dopo l'assassinio del generale Juan Prim nel 1870, sembrò il momento giusto per avviare un'unione federale iberica.

### XX secolo
Nel XX secolo, l'iberismo si diffuse in alcune ideologie e correnti di sinistra come nell'anarchica Federación Anarquista Ibérica e nella Federación Ibérica de Juventudes Libertarias.
Le successive dittature nazionaliste del Portogallo di Salazar e della Spagna franchista condivisero molte analogie politiche e un certo sostegno reciproco, ma entrambi non promossero mai formalmente l'iberismo. Tuttavia i settori falangisti del regime nazionalista in Spagna hanno sempre abbracciato una visione marcatamente iberista. Negli anni '30 in Portogallo operò il Movimento Nazional-Sindacalista di Francisco Rolão Preto che per alcuni anni fu l'unico partito legale insieme all'União Nacional. I nazionalsindacalisti portavano avanti visioni iberiste e si ritenevano una sorta di sezione portoghese della Falange. 
Temendo la possibilità di un golpe da parte del Movimento Nacional-Sindicalista, Salazar lo sciolse per legge nel 1934.
Il colpo di stato fu effettivamente tentato dai nazionalsindacalisti il 10 settembre 1935, ma fallì e Rolão Preto fu condannato all'esilio.
Nel 1970 nacque in Catalogna il Movimento Iberico di Liberazione, organizzazione armata antifranchista avente anche obiettivi iberisti. La condanna a morte per garrota di uno dei suoi membri, Salvador Puig Antich, nel 1974, fece aumentare il grado di violenza delle azioni del gruppo. Già nell'anno successivo, però, la morte del dittatore Francisco Franco diede il via alla transizione democratica. I componenti furono amnistiati dal re Juan Carlos di Borbone e il movimento dunque cessò le proprie attività nel 1977.

### XXI secolo
Attualmente nessun partito presente nei parlamenti dei due Stati ha come obiettivo la formazione di un'unione politica iberista, anche se entrambi hanno aderito alla Comunità Economica Europea nel 1986 e all'Eurozona nel 2002 e le frontiere tra i due paesi sono aperte da allora. Il partito spagnolo Sinistra Repubblicana, erede dell'omonimo partito storico e attualmente (2020) senza rappresentanza in parlamento, difende il federalismo iberico come alternativa politica.
Alcuni gruppi ufficiali portoghesi e spagnoli difendono l'iberismo. Un sondaggio del 2006 mostrò che solo il 28% dei portoghesi pensava che Spagna e Portogallo dovessero essere una sola nazione; il 42% di questi avrebbe scelto come capitale Madrid contro il 41% che avrebbe scelto Lisbona. Il 96,5% pensava che l'economia portoghese se la sarebbe cavata meglio in un'unione con la Spagna, e più della metà avrebbe accettato l'allora re Juan Carlos I di Spagna come capo di Stato. Un sondaggio simile in Spagna dimostrò che il 45,7% degli spagnoli ritenne che Portogallo e Spagna avrebbero dovuto unirsi; questo sostegno risultò particolarmente elevato tra i cittadini più giovani (tra i 18 e i 24 anni) e nelle comunità di confine tra i due paesi. In Spagna solo il 3,3% avrebbe preferito Lisbona come capitale contro l'80% che avrebbe scelto Madrid. Il 43,4% ha pensato che un paese iberico unito dovrebbe essere conosciuto come "Spagna" contro il 39,4% che preferirebbe il nome "Iberia". Da un nuovo sondaggio condotto nel 2011 emerse che il 39,8% degli spagnoli e il 46,1% dei portoghesi sostenevano la creazione di una federazione dei due paesi.
Tra gli intellettuali contemporanei che hanno difeso posizioni iberiste, vi è stato lo scrittore portoghese José Saramago, che nel romanzo La zattera di pietra ha immaginato un distacco della penisola dal resto dell'Europa. In una lunga intervista rilasciata nel 2007 al Diário de Notícias lo scrittore ribadì la sua posizione suscitando clamore anche al di fuori della penisola.

### Personalità iberiste
- Miguel de Unamuno, filosofo e poeta basco.
- Juan Valera, scrittore spagnolo.
- Emilio Castelar, presidente della Prima repubblica spagnola.
- Joan Maragall, poeta catalano.
- Francesc Pi i Margall, presidente della Prima repubblica spagnola.
- José Saramago, Premio Nobel per la letteratura portoghese.
- Alfonso Daniel Rodríguez Castelao, indipendentista galiziano.